# 拉伸粘度
在高聚物的纺丝和吹膜生产中，高聚物熔体离开口模进入空间后，在张力作用下产生的流动是拉伸流动，在管道中凡是流动收敛或发散的流动都包含有拉伸流动的成分，它与剪切流动一样存在拉伸粘度，这在纤维和薄膜的加工中是十分重要的问题。

## 拉伸粘度的概念
流体在拉伸流动（流体流动方向与速度梯度方向平行，即产生了纵向速度梯度场）过程中表现的粘度定义为拉伸粘度。1906年英国物理学家特鲁顿（F.T.Trorton）发表了研究材料对于单轴拉伸流动的结果，他发现牛顿流体的拉伸应力与拉伸应变速率之间有类似于牛顿剪切流动的规律，即拉伸应力与拉伸应变速率成正比，其比例系数即为单轴拉伸粘度，常称为特鲁顿粘度。研究表明，对于牛顿流体单轴拉伸流动（流体只沿一个方向流动及伸长），拉伸粘度是其剪切粘度的3倍。而对于牛顿流体双轴拉伸（流体沿互相垂直的两个方向流动及伸长）流动，拉伸粘度等于6倍的剪切粘度。

## 影响高聚物熔体拉伸粘度的因素
由于高聚物熔体的非牛顿行为，除在拉伸应变速率很小时符合上面的关系。而随着拉伸应变速率增大，其拉伸粘度不再保持常数，而是随拉伸应力或拉伸应变速率变化，因此按上述定义式得到的只能得到表观拉伸粘度。

### 拉伸应力
①拉伸粘度与拉伸应力几乎无关，如尼龙66、丙烯酸酯类聚合物和聚甲醛等，此类聚合物主要是一些分子量较低的线型聚合物，即使拉伸应力高达 Pa，其拉伸粘度与拉伸应力无关；②拉伸粘度随拉伸应力的增加而增大，这类主要是一些支化聚合物，如低密度聚乙烯（LDPE）在拉伸应力为 Pa时的拉伸粘度是应力为 Pa时拉伸粘度的2倍;③拉伸粘度随拉伸应力的增加而下降，这类主要是一些高聚合度的线性聚合物，如聚丙烯（PP）、高密度聚乙烯（HDPE）和丙烯和乙烯共聚物等。大多数情况下聚合物熔体的拉伸粘度随拉伸应力的增加而增加，剪切粘度随剪切应力的增加而减少，因此在很大应力的作用下，拉伸粘度不再等于剪切粘度的3倍，其数值往往比剪切粘度大一、两个数量级。

### 拉伸应变速率
①拉伸粘度与拉伸应变速率无关，如有机玻璃、尼龙、聚甲醛等；②拉伸粘度随拉伸应变速率的增加而减少，如高密度聚乙烯等；③拉伸粘度随拉伸应变速率的增加而增加，如聚异丁烯、聚苯乙烯等就是这种情况。

### 其他因素
拉伸粘度的大小还与其分子结构、分子量、分子量分布等因素有关。

## 拉伸粘度的生产应用
聚合物的拉伸粘度及其影响因素对于聚合物加工成型方法意义重大，例如合成纤维的熔融纺丝（单轴拉伸），吹塑薄膜、薄膜和双轴拉伸等与熔体的拉伸粘度密切相关。原则上，在拉伸过程中，如果拉伸粘度随拉伸应力或拉伸应变速率的增加而增加，聚合物熔体局部缺陷则逐渐趋于均匀化以致最后完全消失；如果拉伸粘度随拉伸应力或拉伸应变速率的增加而减少，聚合物熔体局部缺陷不可能均匀化，更不会消失，最终则会破裂。
同时，拉伸粘度是材料的一项“可纺性”指标，拉伸粘度低的聚合物的可纺性一般很好。实验结果证明，当聚合物的重均分子质量相同时，相对分子质量分布宽的聚合物的拉伸粘度较高；相对分子质量分布窄的聚合物的拉伸粘度较低。因此，纺制纤维原料的聚合物其相对分子质量分布一般都很窄，这样才具有可纺性。

## 拉伸粘度的测定方法
Meissener法：所需仪器是梅诺森滚筒延伸仪器，它是一种稳态拉伸流动（拉伸应变速率保持不变）实验的仪器，其原理是将一层待测样品薄膜夹在两对滚筒之间，滚筒以恒速反向转动，直至实验终结。缺陷很明显，被测熔体必须粘度很大。其优点是此方法与纺丝十分相似，对纺丝生产具有重大的指导意义,并且有可能通过测定瞬态拉伸粘度来表征聚合物的链结构。